# Оцкованое (Житковичский район)
Оцкованое (бел. Ацкаванае) — деревня в составе Рудненского сельсовета (ранее — в составе Житковичского горсовета) Житковичского района Гомельской области Беларуси.
На севере граничит с лесом.

## География

### Расположение
В 10 км на юг от районного центра и железнодорожной станции Житковичи (на линии Лунинец — Калинковичи), 242 км от Гомеля.

### Гидрография
На реке Скрипица (приток реки Припять). В 2 км от деревни расположено водохранилище Млынок.

## Транспортная сеть
Транспортные связи по просёлочной, затем автомобильной дороге Житковичи — Черничи. Планировка состоит из прямолинейной широтной улицы, застроенной деревянными крестьянскими домами.

## История
Основана в начале XX века. переселенцами из соседних деревень. В 1931 году жители вступили в колхоз. Во время Великой Отечественной войны Освобождена 5 июля 1944 года. В составе учхоза СПТУ-45 (центр — деревня Черетянка).
Решением Гомельского областного Совета депутатов от 14.05.2014 № 13 "О некоторых вопросах административно-территориального устройства Житковичского района Гомельской области" деревня Оцкованое включена в состав территории Рудненского сельсовета.

## Население

### Численность
- 2004 год — 8 хозяйств, 14 жителей

### Динамика
- 2004 год — 8 хозяйств, 14 жителей